# Ilha das Vacas
A Ilha das Vacas é uma ilha localizada na Baía de Todos-os-Santos. Ela faz parte do município baiano de Madre de Deus.

## Ver Também
- Lista de ilhas da Bahia